# 市庁舎郵便局と裁判所 (ニューヨーク市)

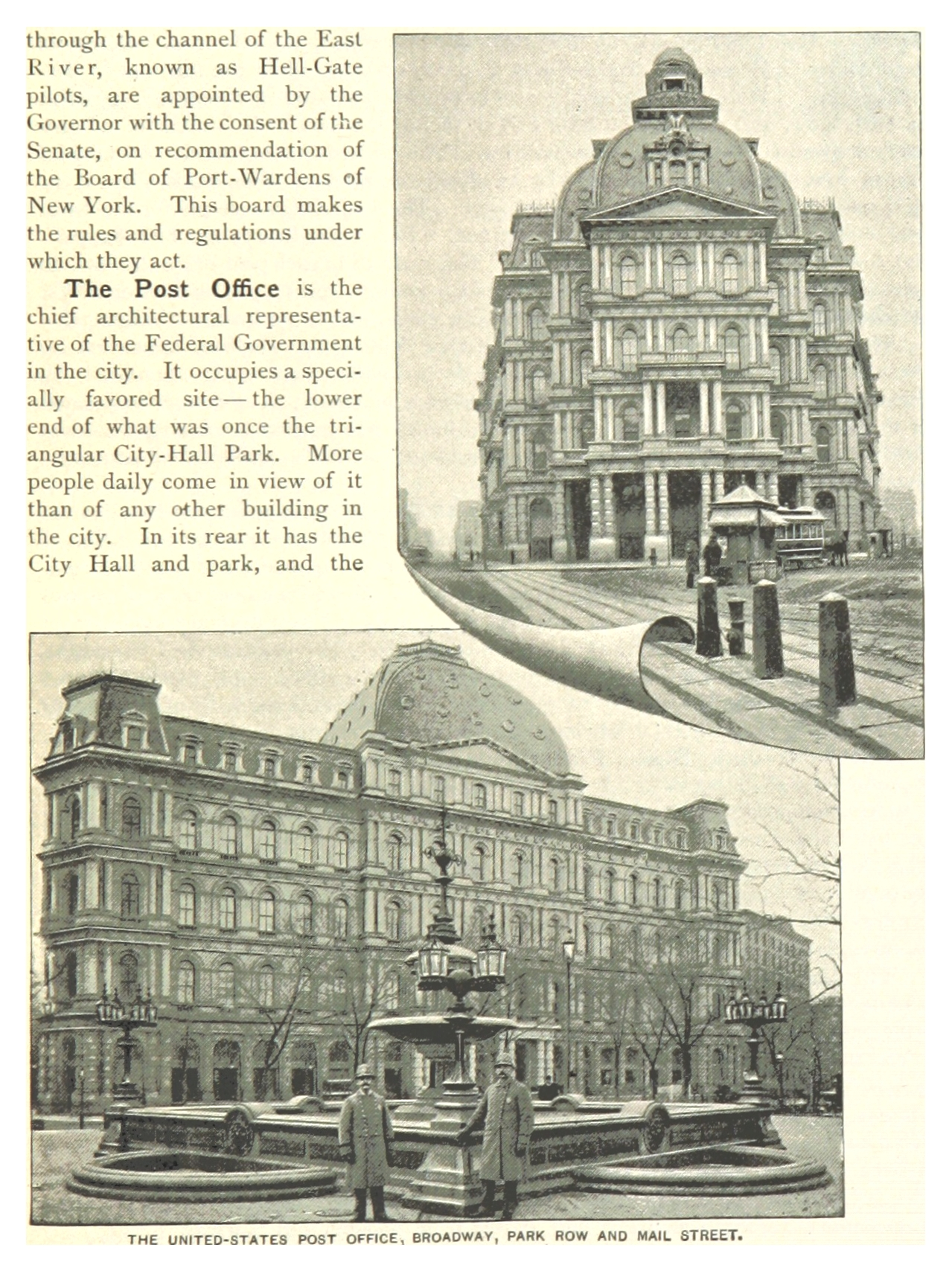
City Hall Post Office（1893年）

市庁舎郵便局と裁判所 (City Hall Post Office and Courthouse) は、ニューヨーク市マンハッタン区シヴィック・センターにかつて建っていたビルである。

## 概要
市庁舎郵便局と裁判所ビルは、ロウアー・マンハッタンのブロードウェイ沿い、ニューヨーク市庁舎からシティ・ホール・パークを挟んで南側の三角形の敷地に位置していた。建築家en:Alfred B. Mullettによる設計の第二帝政期建築様式のビルで、1869年から1880年にかけて建てられた。この建物の評判はあまり良くなく、一般的に"Mullettの怪物" (Mullett's Monstrosity) と呼ばれていた。1939年に解体され、この敷地にはシティ・ホール・パークが南に拡張された。

## 歴史
1845年以来、ニューヨーク市の中央郵便局はナッソー・ストリート上のミドル・オランダ教会内に置かれていた。これは18世紀の暗い色の建物で、1860年代までにその容量が拡張された。最終的に議会は新しい中央郵便局の建設に予算を付けることを決定した。このプロジェクトの初期の計画は建設の設計コンペティションを通して実行された。52の設計案が提出されたが、どれも採用されなかった。コンペティションが失敗に終わった後、五つの建築事務所が協働して一つの設計を作成するために選ばれた。こうして、en:Richard Morris Hunt, Renwick and Sands, en:Napoleon LeBrun, Schulze and Schoenそしてen:John Perretが合同でレンウィックのコーコラン美術館およびニューヨーク州会議事堂を参考にした第二帝政期建築のコンセプト作品を作り出した。それに対して、Mullettはこの設計は高額すぎると反対を申し入れ、最終的にMullettがこのプロジェクトを引き受けることになった。しかし、このプロジェクトも結局$8500万かかることとなった。この彼の戦略はMullettの完成作品に対して影響したと考えられる。鉄の骨組みはメイン州ノックス郡のDix Islandで採石された淡い色の大理石で覆われていた。このビルはフランス第二帝政期建築を取り入れており、現存しているセントルイスの旧郵便局およびワシントンD.C.の旧行政府ビルと類似しており、姉妹のようなものである。
この建物の評判の悪さについては、1912年のNew York Timesが次のように書いている：
Mullett郵便局はいつも建築的に目障りであり、最初からその屋根の下に入っている郵政 (Postal Service) や連邦裁判所 (Federal Courts) にとって不満足なものであった。

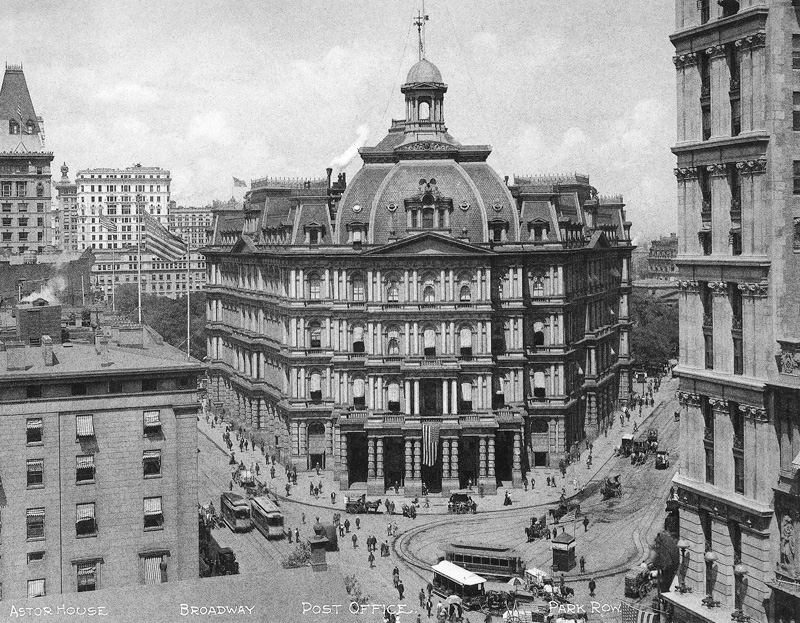
City Hall Post Office and Courthouse（1906年頃）

地上5階（5階はマンサード屋根の内側）の地下2階建てで、地上には中央郵便局、3階 - 4階には法廷および連邦政府機関が入っており、地下1階は郵便物の仕分け室、そして地下2階は機械室となっていた。この建物には、他の郵便局へ効率良く郵便物を配送するために気送管が備わっていた。良くなかったことは、手狭な台形の敷地だったことから、建物の市庁舎とシティ・ホール・パーク側しか郵便物の配送に適していなかった。
この建物が建っていた敷地のブロードウェイを挟んだ向かいにはウールワースビルが建っている。時が経つにつれ、建築に対する人々の考え方も変わってゆき、当時は厳しく批評されていたこの建物も現在ではMullettの最高の作品であるとみなされている。